# Renate Stille
Renate Stille (* 22. Oktober 1944 in Rio de Janeiro) ist eine brasilianische Diplomatin.

## Leben
Renate Stille ist die Tochter von Wilhelmine Stille und Martin Günther Stille.
1967 schloss sie ein Studium der Geisteswissenschaft an der Pontifícia Universidade Católica do Rio de Janeiro ab.
1969 absolvierte sie den CPCD des Rio Branco-Institutes, wurde am 12. März 1971 zur Gesandtschaftssekretärin dritter Klasse ernannt in der Abteilung Zentralamerika beschäftigt.
1972 wurde sie in der Druckerei des Regierungskabinetts beschäftigt.
1973 studierte sie Wirtschaftswissenschaft an der Universität Brasília.
Am 18. Dezember 1975 wurde sie in Anerkennung ihrer Leistung zur Gesandtschaftssekretärin zweiter Klasse befördert.
1976 wurde sie Gesandtschaftssekretärin erster Klasse in Paris, betreute den brasilianischen Pavilion auf der internationalen Woche für Sattler und Lederwaren.
1978 absolvierte sie den Curso de Aperfeiçoamento de Diplomatas des Rio Branco-Institutes.
1979 war sie Gesandtschaftssekretärin erster Klasse bei der Associação Latino-Americana de Livre Comércio in Montevideo.
1980 wurde sie in die Ehrenlegion aufgenommen.
1982 wurde sie stellvertretende Leiterin der Abteilung Associação Latino-Americana de Livre Comércio.
1984 wurde sie als Beigesetzte der Wirtschaftsabteilung, Beauftragte für Lateinamerikanische Integrationsvereinigung.
1986 war sie Gesandtschaftssekretärin erster Klasse in Genf, leitete die Delegation zur zweiten und dritten Sitzungsperiode des Komitees der Sachverständigen zur Harmonisierung der Gesetzgebung des Investitionsschutzes sowie die Konferenz der Vereinten Nationen für Handel und Entwicklung zu erneuerbaren Energien.
Von 1987 bis 1989 leitete sie die Delegation bei der Weltorganisation für geistiges Eigentum.
Am 30. Juni 1989 wurde sie zur Gesandtschaftsrätin befördert.
1991 war sie Gesandtschaftsrätin in Algier.
1993 verfasste sie im Rahmen des Curso de Altos Estudos die Studie O Fundamentalismo Islâmico e Instabilidade Política na Argélia
und koordinierte die Politik des Staatssekretärs für wirtschaftliche Integration.
1994 leitete sie die Abteilung Wissenschaft und Technik.
Am 17. Juni 1997 wurde sie zur Gesandten zweiter Kasse befördert und leitete die brasilianische Delegation zur Kommission mit Spanien über Wissenschaft und Technik.
2000 war sie Gesandte in Oslo.
Von 19. Juli 2006 bis 7. April 2009 war sie Botschafterin in Jerewan.
Von 7. Apr. 2009 bis 14. Mai 2012 war sie Botschafterin in Wellington.
Am 14. Mai 2012 wurde sie zur Botschafterin in Amman ernannt.
| Vorgänger                                     | Amt                                   | Nachfolger                     |
| --------------------------------------------- | ------------------------------------- | ------------------------------ |
| Thereza Maria Machado Quintella               | Botschafterin in Eriwan 2006–2009     | Marcela Maria Nicodemos        |
| Manoel Antônio da Fonseca Couto Gomes Pereira | Botschafterin in Wellington 2009–2012 | Eduardo Ricardo Gradilone Neto |
| Fernando José Marroni de Abreu                | Botschafterin in Amman 2012–          | —                              |